# 社會群島
社會群島（法語：Îles de la Société）是位於南太平洋的群島，政治上隸屬於法屬玻里尼西亞，是法國的海外集體之一。地理上則是玻里尼西亞的一部分。
社會群島據信由英國航海家詹姆士·庫克在1769年的首次航行中，以英國皇家學會命名；英國第一次在社會群島展開科學研究調查時，該學會是贊助者。不過，庫克在他的日記中寫道，他將群島命名為「社會」（Society），是因為它們緊密相鄰。

## 歷史
玻里尼西亞人據信於西元1000年左右首次抵達社會群島。島民則用一個口耳相傳的故事解釋他們的起源：羽毛之神Ta'aroa躺在祂的殼裡叫了一聲，無人回應，於是祂又回到殼裡待了好幾個世紀。祂再度出來時，將自己的身體變成多層次的天空穹頂，其餘身體部位變成大地，另一部分變成，也就是祂的陰莖影子。祂說：「把你的目光投向我的陽具，凝視它，把它插入大地。」祂降生在（即賴阿特阿島），這是社會群島最神聖的地方之一。其他的神明也被創造出來，直接進入人類的時空中。大酋長或Ariki是神的後裔，傳承超過40代。在他們面前，平民裸體以示尊重。大酋長建立集會所，作為崇敬神明的場所。
歐洲人到來前幾代，當地居民發展出對，也就是紅羽毛腰帶的崇拜。這是酋長的權力象徵。Arioi是核心信徒，他們的住所與普通人分開，戴著香花，用香味和染成腥紅色的布料裝飾自己。每位Arioi從頭部、大腿到腳踝有大量的紋身，稱為「黑腿」。無論男性或女性Arioi都是社會上的特權階級，而且只有俊男美女才能成為Arioi；但Arioi禁止生育，如有Arioi的嬰孩出生會被殺死。他們收或送昂貴的禮物。他們普遍具有藝術天賦，也可以成為祭司、航海家或知識份子，在出生、生育、婚姻等儀式上擔任要角。:23–28

### 接觸歐洲
1767年，英國航海家塞繆爾·沃利斯率領的「海豚號」（HMS Dolphin）登陸大溪地。船長與船員抵達當地時都得了壞血病，渴望取得生鮮食材。他們很快就發現當地人急需鐵材用於木工或魚鉤，當地女性甚至願意以性服務交換鐵釘。島民看到「海豚號」上有大量鐵器非常興奮，試圖登船奪取。沃利斯在報告中表示，他不得不動用船砲保護船隻與槍械。:39–47法國貴族1768年抵達社會群島時，他和船員也都得了壞血症。雖然他們人數是英國「海豚號」的兩倍，但島民有充足的食物，可和船員交易斧頭、刀械與其它鐵製品。:90–96而詹姆斯·庫克則在1769年4月抵達大溪地。
1772年至1775年間，秘魯總督、西班牙的發動三次前往社會群島的探險。他得知詹姆斯·庫克開始探險時，擔心英國人殖民該群島，而下令發動第一次探險。該次探險由多明戈·德·博內奇亞指揮、協助，搭乘號航行。第二次探險時（1774年至1775年），博內奇亞與搭乘號和號，探勘或發現土亞莫土群島與南方群島之間的十幾個島嶼，並在大溪地派駐外交代表團，但只維持幾年。博內奇亞的身體健康日益衰弱，在該次探險中逝世。
社會群島在1843年成為法國的保護國，1880年成為法國殖民地，名為「大洋州法國殖民地」（法語：Établissements Français d'Océanie）。

## 地理
社會群島從地理、政治、行政上分成兩大島群：
- 向風群島，由東至西排序：
  - 梅海蒂亞島
  - 大溪地島
  - 莫雷阿岛
  - 邁奧島
  - 泰蒂亞羅阿環礁（已故影星馬龍·白蘭度的私人島嶼）

- 背風群島，由東至西排序：
  - 胡阿希內島（漲潮時一分為二，包括北邊的大胡阿希內島（Huahine Nui）和南邊的小胡阿希內島（Huahine Iti））
  - 博拉博拉島
  - 賴阿特阿島（被珊瑚礁包圍）
  - 塔哈島（被珊瑚礁包圍）
  - 莫皮蒂島
  - 图帕伊島
  - 莫皮哈环礁
  - 馬努瓦埃環礁
  - 莫圖奧內環礁

2017年時，社會群島人口為275,918人。該群島陸地面積為1,590平方（610平方英里），皆位於熱帶、南太平洋地區，大部分是火山島；在法屬玻里尼西亞5個群島中，社會群島的經濟地位最為重要。社會群島最高峰是大溪地島的奧羅赫納山，海拔2,241（7,352英尺）。
社會群島人口集中於沿海地區，越往島嶼中央山區，人口就越稀少。社會群島50%人口住在大溪地主島，法屬玻里尼亞的首府巴比提也位於該島。

## 宗教

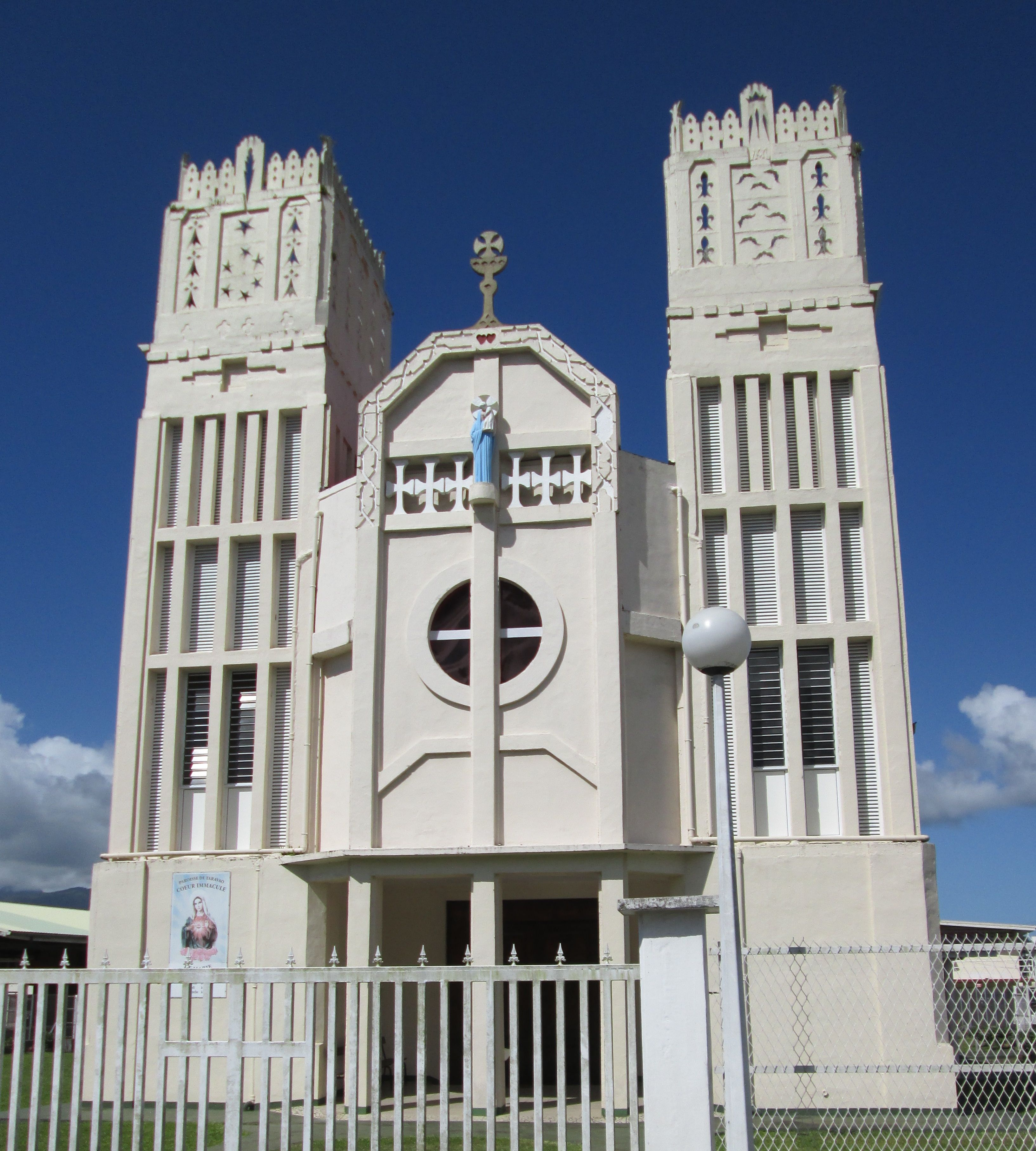
大溪地的聖母無原罪大教堂。

社會群島大部分人口信仰基督教，包括各種基督新教教派及天主教。新教徒隨著第一批英國探險家來到社會群島。天主教徒則跟著西班牙人前來定居，他們在社會群島放了一個來自秘魯殖民地的巨大十字架；但因其它殖民地接連起義，西班牙人未在社會群島久留。社會群島成為法國保護國後，天主教徒取得永久居留權，勢力更加鞏固。
1775年1月，神父舉行社會群島第一場天主教彌撒。如今，天主教會在社會群島有45座宗教建築，由大溪地的巴布提教省管轄教會事務。聖母無原罪大教堂（法語：Cathédrale Notre-Dame de l'Immaculée Conception）是當地地標。
社會群島各島宗教分布情況不同。例如博拉博拉島的新教徒比天主教徒還多，因為英國人比法國人更早抵達當地。這兩群基督徒如今都生活在一起，也會從事普世教會合一運動活動。

## 外部連結
- 维基共享资源上的相關多媒體資源：社會群島
- 從太空俯瞰社會群島 （页面存档备份，存于）
- BORA BORA DISCOVERY （页面存档备份，存于）